# Tomasz Ciesielski (historyk)
Tomasz Dariusz Ciesielski (ur. 1965) – polski historyk specjalizujący się w historii wojskowości doby staropolskiej, historii nowożytnej Polski i powszechnej XVI−XVIII wieku; nauczyciel akademicki, związany z Uniwersytetem Opolskim.

## Życiorys
Urodził się w 1965 roku. Po maturze w 1984 roku podjął studia w Instytucie Historycznym Uniwersytetu Wrocławskiego, które ukończył w 1989, uzyskując tytuł magistra. Podjął pracę w Wyższej Szkole Pedagogicznej w Opolu. W 1997 roku Rada Wydziału Nauk Historycznych i Pedagogicznych macierzystej uczelni nadała mu stopień doktora nauk humanistycznych w zakresie historii, o specjalności historia Polski, na podstawie pracy Sejm brzeski 1653 roku, napisanej pod kierunkiem prof. dr hab. Stefanii Ochmann-Staniszewskiej. W 2010 roku uzyskał stopień doktora habilitowanego nauk humanistycznych w zakresie historii, o specjalności historia nowożytna Polski i powszechna XVI-XIX w. oraz historia wojskowości doby staropolskiej, na podstawie rozprawy Wojsko koronne w czasach Augusta III. 
Obecnie jest profesorem nadzwyczajnym w Katedrze Historii Nowożytnej UO, a w 2012 roku został dyrektorem Instytutu Historii Uniwersytetu Opolskiego.
Przewodniczący Zespołu Historii Wojskowości w Komitecie Nauk Historycznych PAN.

## Publikacje
- Sejm brzeski 1653 r.: studium z dziejów Rzeczypospolitej w latach 1652-1653, Toruń 2003.
- Żarów : historia miasta i gminy, Żarów 2006.
- Od Batohu do Żwańca: wojna na Ukrainie, Podolu i o Mołdawię 1652-1653, Zabrze 2007.
- Polâki na pìvdnì Ukraïni ta v Krimu. Polacy na południowej Ukrainie i Krymie, Odessa 2007.
- Rzeczpospolita państwem wielu narodowości i wyznań: XVI-XVIII wiek, Warszawa 2008.
- Region nadczarnomorski w polityce europejskiej, Odessa, Wrocław, Opole 2008.
- Armia koronna w czasach Augusta III, Warszawa 2009.
- Zamki, twierdze i garnizony Opola, Śląska i dawnej Rzeczypospolitej, Zabrze 2010.